# Augsburger Bär
Der Augsburger Bär (Arctia matronula, Syn.: Pericallia matronula) ist ein Schmetterling (Nachtfalter) aus der Unterfamilie der Bärenspinner (Arctiinae).
Der deutsche Name „Augsburger Bär“ wurde bereits im 18. Jahrhundert von lokalen Schmetterlingsforschern kreiert, da es seinerzeit viele Verbindungen zu Augsburg gab. So kam die Art damals in den Lechauen bei Augsburg vor. Der Nürnberger Naturforscher und Kupferstecher August Johann Rösel von Rosenhof bildete den Falter auf einem kolorierten Kupferstich ab, den er von der Augsburger Kupferstecherfamilie Ridinger erhalten hatte. Außerdem gibt es Kupferstiche von den Augsburger Entomologen Christian Friedrich Freyer und Jacob Hübner. Obwohl die Art heute in Augsburg nicht mehr vorkommt, wurde der historische Name beibehalten.

## Merkmale
Die Falter erreichen eine Flügelspannweite von 65 bis 80 Millimetern und sind damit die größten mitteleuropäischen Bärenspinner. Sie haben dunkelbraun gefärbte Vorderflügel, bei denen entlang des Vorderrandes mehrere unterschiedlich geformte hell-cremefarbene Flecken zu erkennen sind. Ein kleiner weiterer befindet sich in der Nähe des Analwinkels. Die Hinterflügel sind gelb- bis hellorange, seltener gelb und weisen mehrere große schwarze Flecken auf. Der Körper ist rot gefärbt, Kopf und Thorax sind dunkel behaart, besitzen aber auch rote Partien. Am Hinterleib verläuft entlang des Rückens eine schwarze Punktreihe. Die etwas heller gefärbten Flügel der Weibchen sind breiter als die der Männchen. Auch ihr Hinterleib ist dicker.
Die Raupen werden maximal 100 Millimeter lang und haben zunächst eine grünlich-gelbe Körperfarbe und sind gelb behaart und werden in ihrer Entwicklung braun bis schwarzgrau und tragen dann dicht stehende Büschel von bis zu 15 Millimeter langen, dunkel rotbraunen und hellbraunen Haaren.
Die Puppe ist dunkelbraun.

## Geographische Verbreitung und Lebensraum
Die Tiere kommen in Mitteleuropa und dem mittleren Osteuropa vor. Man findet sie aber nur mehr lokal und sehr selten in inselartigen Vorkommen, die weit auseinander liegen, wie etwa auf der Schwäbischen Alb und in den niedrigen Teilen der Alpen, etwa in Oberösterreich oder der Steiermark (etwa im Nationalpark Gesäuse). Sie leben in sehr warmen, luftfeuchten und steilen Gegenden, welche an Wälder und Dickicht mit hohen Stauden angrenzen. Sie bevorzugen felsiges Gelände nahe an Gewässern.

## Lebensweise
Der Augsburger Bär hat einen zweijährigen Entwicklungszyklus. Die Falter eines Jahres fliegen von Mitte Juni bis Juli. Die Falter sind dämmerungs- und nachtaktiv, fliegen gelegentlich aber auch am Tag. Vor allem die Männchen lassen sich nachts sehr leicht durch künstliches Licht anlocken. Die Weibchen legen ihre weißlich-grünen Eier in lockeren Eispiegeln auf den Blättern der Futterpflanzen ab. Die Raupen schlüpfen ab August des ersten Jahres; sie überwintern zweimal. Die Raupe ernährt sich sowohl von verschiedenen Laubsträuchern als auch von krautigen Pflanzen. Im ersten Jahr werden bevorzugt Sträucher gefressen, wie beispielsweise Haseln (Corylus), Himbeere (Rubus idaeus), Gewöhnliche Traubenkirsche (Prunus padus), Eschen (Fraxinus), Eichen (Quercus), Sal-Weiden (Salix caprea) und Heckenkirschen (Lonicera), im zweiten Jahr dann Bodenkräuter wie etwa Gewöhnlicher Löwenzahn. Im Mai des übernächsten Jahres verpuppen sich die Raupen in einem äußerst soliden Gespinst, in das sie ihre Haare und Pflanzenteile einbauen.
Durch diese lange Entwicklungszeit und das seltene Auftreten der Tiere ergibt sich ein zweijähriger Zyklus, bei dem in jedem zweiten Jahr deutlich weniger oder gar keine Falter beobachtet werden können.

## Gefährdung und Schutz
Der Augsburger Bär steht auf der Roten Liste gefährdeter Arten der Bundesrepublik Deutschland. Er ist dort in der Kategorie 1 gelistet (= vom Aussterben bedroht). Die Art gilt als Kulturflüchter.